# Craspedosis semicrocea
Craspedosis semicrocea là một loài bướm đêm trong họ Geometridae.